# 大山正篤
大山 正篤（おおやま まさのり、1964年5月25日 - ）は、日本のドラマー。ZIGGYの元メンバー。北海道釧路市出身。元妻は女優の戸川京子。

## 来歴
小学生時代、少年野球をしていた。中学校では吹奏楽部に入りドラムに出会う。また、部長になり指揮者を務めた。全道大会で銀賞受賞。高校ではバンドを組んで活動し、卒業したら札幌に出て本格的にバンド活動をしようと考えていたが、バンドメンバーにその気はなく、大学進学で上京。その大学の音楽サークルの新歓コンパに参加したところ、戸城憲夫に話しかけられ出会った（戸城はその音楽サークルに属していなかったが参加していた）。鹿鳴館で演奏していた戸城のメタルバンドのライブを観に行ったところ、バッドボーイズロックバンドをやりたいと大山に言ったことから戸城とグラスデッドフリッカーズを結成した。ハノイ・ロックス、ニューヨークドールズ、エアロスミスみたいなバンドで、アマチュアなのに新宿ロフトがいつも満杯になるすごい人気だったという。そのライブで女の子ばかりの観客の中の最前列で踊りまくっているエアロスミスのスティーヴン・タイラーにそっくりな男がおり、ライブ打ち上げに参加してきたその男はZIGGYのボーカリスト森重樹一だった。「今度対バンやらないか？」と誘われた戸城と大山はZIGGYのリハーサルを見に行き、ZIGGYのオリジナル曲演奏や森重の歌の上手さに戸城は真剣な表情で観覧し、翌日に戸城はZIGGYに入るからとグラスデッドフリッカーズを脱退。その後、大山がZIGGYのドラムサポートを経てZIGGY加入。その後、数か月後には松尾宗仁が加入。デビュー時の4人が揃ったZIGGYは渋谷ラママの動員記録を塗り替え、事務所に所属しレコード会社からもいくつも声が掛かる。
1987年、ZIGGYで徳間ジャパンからメジャー・デビュー。
1990年、山瀬まみに作詞提供。
1991年、山羊智詞&赤羽楽団に参加。
1992年、ZIGGY脱退。
1993年、LAVでハミングバードからメジャーデビュー、1995年に活動休止。戸川京子と結婚。
1995年・1996年、Laputaの編曲・音楽プロデュースを担う。
1997年、アルバム『Guitar Monster Vol.2』にプログラミングで参加。
1998年、Sham-onでEPICソニーよりメジャーデビュー。こみやあやかに楽曲提供。endsのレコーディング・ライブに参加。
1999年、Shammon（Sham-onより改名）が徳間ジャパンに移籍。
2000年、DEVELOP=FRAMEの編曲・音楽プロデュースを担う。
2001年、仲谷かおりのアルバムをフルプロデュース。
2002年、BLOODのレコーディング・音楽プロデュースを担う。
2003年、バンタンミュージックカレッジ（現ワタナベエンターテイメントスクール）にて講師活動開始。
2004年、「Kharn」結成、2007年に解散。
2007年、Gently Weeps結成。
2008年、東京スクールオブミュージック&ダンス専門学校にて特別講師活動開始。
2009年、web rock magazine BEEASTにて執筆活動。
2010年、Gently Weepsの元バンドBAD SiX BABiESに正式参加。
2012年、tsubaki-VOICEにサポート参加。
2013年、THE SLUT BANKSに四代目Big Mountainとしてサポート参加。
2017年7月28日、下北沢 MOSAiCで「【Shammon 結成20周年記念ワンマンショー】〜えっ??まだやってたの???〜」を行う。
2019年 一般財団法人JADP（日本能力開発推進協会）認定のメンタル心理カウンセラー及び上級心理カウンセラーを取得。
2022年2月19日、群馬県太田市で行われたライブイベントで30年ぶりに松尾宗仁と一緒に演奏した。

## 人物
- 父は教諭だった。
- ヤガミトールの結婚式会場で同テーブルになった高橋まことと出会った。
- 上京後の初ライブは新宿ロフト。

## 作品
ZIGGYについては「ZIGGY#ディスコグラフィ」を参照
| バンド             | 発売日         | タイトル         | 品番       | 備考                                      |
| ------------------ | -------------- | ---------------- | ---------- | ----------------------------------------- |
| LAV                | 1993年10月21日 | LAV’SONGS        | HBCL-8025  | アルバム、1994年10月1日再発売、WPC4-7005  |
| LAV                | 1994年3月23日  | 白い翼           | HBDL-1516  | シングル、1994年10月1日再発売、WPD4-7214  |
| LAV                | 1994年5月25日  | Freeze Point     | HBCL-8031  | アルバム、1994年11月30日再発売、WPC4-7008 |
| Sham-on            | 1998年7月18日  | No way out       | NSDA-13    | シングル                                  |
| Sham-on            | 1998年9月19日  | Shadow Game      | NSDA-14    | シングル                                  |
| Sham-on            | 1998年11月21日 | 陰陽 In You      | NSCA-1     | アルバム                                  |
| Shammon            | 1999年10月6日  | 深愛             | TKCA-71684 | シングル                                  |
| Shammon            | 2000年4月5日   | ローレライ       | TKCA-71880 | シングル                                  |
| Shammon            | 2000年7月26日  | Fly in the sky   | TKCA-71978 | シングル                                  |
| Shammon            | 2000年8月23日  | Shammon          | TKCA-71993 | アルバム                                  |
| Shammon            | 2022年8月19日  | ゆりかご         | YZPM-15033 | シングル                                  |
| BAD SiX BABiES     | 2011年4月9日   | Last Day's       | SSCD-007   | ミニアルバム                              |
| 大山正篤・有待雅彦 | 2014年         | お母さん!助けて! |            | 配信                                      |

## 出演

### ラジオ
- Shammon! Everybody！（2022年10月20日-2023年3月16日、FM Salus 84.1MHz）毎月1回 第3木曜18:00-18:30

### ドラマ
音声ドラマ
- シンフォニー王国物語（2020年12月、原案：池田彩）声優デビュー[5]